# 優施
優施（？—？），春秋时期晋国晋献公的宠优，与献公夫人骊姬私通。

曾助骊姬杀害太子申生，怕大夫里克反对，优施在酒宴前向里克敬酒，边歌边舞，暗示里克依从骊姬。
前651年，隨驪姬及奚齊、卓子和荀息死于權臣里克手中，擁立獻公另一庶子夷吾繼位，是為晉惠公。